# Климаш
Климаш е село в Югоизточна България. То се намира в община Сунгурларе, област Бургас.

## География
Климаш се намира на 11 км от общинския център Сунгурларе, на 22 км от Карнобат и на 76 км от областния център Бургас.

## История
{{
Селото се намира на 18 км северно от Карнобат и 10 км източно от Сунгурларе, в чиято община е днес. То е в източната част на плодородната Сунгурларска долина, където от древни времена се развиват лозарството и винарството; сгушено между южни старопланински разклонения – Брашовския масив от север и Чуклата от юг. Разположено е на жп линията Карнобат – Шумен и недалеч от пътя Карнобат – Шумен през Ришкия проход.
Землището на Климаш граничи на северозапад с Подвис, на север с Прилеп, на изток с Костен, на юг с Невестино и отчасти с Вълчин, на запад с Лозарево – все стари села.
Източно от селото има останки от ранна Византия (V-VII в.) и ясно очертани основи на базилика в м. Черкòвището. На запад от селото запазената Стàра могѝла и парчетата от питуси и битова керамика (и през 80-те години на XX в. трактористи разравят цели питуси) около нея в м. Чеѝрите подсказват за наличието на старо селище. Пак там при оран се откриват останки от градежи от османотурския период, към който отнася предание за чифлик на Синан бей. Останки от църква и селище, вероятно унищожено през XVIII в., има близо до селото, в Ю̀ртовете, където в сега действащите гробища има надгробия от XVIII в. насам. По предание селото се е преместило от Ю̀рта (където има керамичен материал от османския период) пò на юг, поради чести турски и черкезки нападения откъм Бèлия път – част от важния средновековен път Дру̀ма. Заради пътя и близката крепост на вр. Илѝйца са били стражевите постове на височините Капу̀лата и Чу̀клата, където са запомнени останки от градежи. Имената и преданията за местностите Брятѝнския дол, Кèрин дол, Оджàка, Хайду̀т пунар, Черкòвището и др. свидетелстват за бурни събития през късното средновековие, Възраждането и освобождението на селото и района.

Климашъ между Комарево (днес Лозарево) и Костенъ, 1878 г. (kade.si)
В османотурски регистър от 1477 г. за соколарските селища в Карнобатска кааза е вписано село Лала (в доста по-късни документи се срещат едновременно двете имена Лала и Климаш). Посочени са двама соколари: Драганчо, син на Драгне и Никола син на Калчо.
Интересни са народните тълкувания на името. Според някои дошло по някакъв начин през гръцки със значение ‘климат’. Други го извеждат от клин – селото било „вклинено между височините” или от кѝлка – турско наименование на Стълбица, каквато местност има. Трети смятат, че името е свързано с м. Килѝята, където наблизо най-напред отседнал някакъв отшелник (МИК, 131-3).}}

## Население

### Етнически състав
Преброяване на населението през 2011 г.
Численост и дял на етническите групи според преброяването на населението през 2011 г.:
|                     | Численост |
| Общо                | 326       |
| Българи             | 53        |
| Турци               | 267       |
| Цигани              | -         |
| Други               | -         |
| Не се самоопределят | -         |
| Неотговорили        | 5         |